# Sega Aero City
L'Aero City (エアロシティ) est une borne d'arcade générique produite par la société Sega en juillet 1988 au Japon.

## Description
Il s'agit d'une borne basse se jouant en position assise, sur un banc ou un tabouret, de un à deux joueurs. Comme la plupart des bornes génériques, elle propose un moniteur rotatif, plus large que la moyenne de l'époque, mais aussi la possibilité de changer, à la volée, de panneau de contrôle, et de jeu, grâce à la connectique JAMMA. Sa polyvalence est renforcée par sa capacité à accueillir des jeux affichant en medium resolution (fréquence 24 kHz), rares à la fin des années 1980, mais plus répandus au début des années 1990 (ex : Virtua Fighter sur Sega Model 1).
Le moniteur est protégé derrière une vitre teintée, qu'on peut soulever telle un capot de voiture, donnant ainsi accès aux réglages de l'affichage, et permettant de tourner facilement celui-ci.
Généralement, la borne était livrée neuve chez les exploitants avec une configuration du panneau de contrôle 2L6B (2 levers 6 buttons, deux joueurs avec 3 boutons d'action chacun), et la carte de jeu Dottori-kun, un clone de Pac-Man très basique, permettant à la fois de tester le matériel, et de répondre à une loi interdisant la vente de bornes sans jeu à l'intérieur, au Japon[réf. nécessaire].
Cette borne succède à la Sega City, une borne grise avec un moniteur de 18 pouces, dont elle reprend une partie du design, sortie en 1986, et passée inaperçue en dehors du Japon. À partir de février 1993, elle est remplacée par l'Astro City.

## Sega Aero Table
L'Aero City se décline aussi dans une variante table cocktail, lancée la même année, reprenant les mêmes spécifications et le même design, sous le nom d'Aero Table 26 (エアロテーブル26), ou simplement Aero Table. Bien que plus encombrante et moins spacieuse à l'intérieur, de par sa conception, elle offre la possibilité de jouer tout en ayant posé sur l'écran, des consommations (boisson, apéritifs) ou un cendrier ; le support du panneau de contrôler comporte un décochement à cet effet, évitant que du liquide puisse pénétrer dans celui-ci en cas d'incident.
L'Aero Table T-26 est une version comprenant deux panneaux de contrôle, de part et d'autre de l'écran, destinée à accueillir les jeux à 4 joueurs, en simultané, produits sur carte System 24. Cette version, extrêmement rare, se présente dans un design gris, et non blanc comme le modèle de base, ou l'Aero City.

## Caractéristiques techniques
- Affichage : moniteur 26 pouces rotatif bi-fréquences (15/24 kHz)
- Platine : Nanao MS8
- Son : mono (2 haut-parleurs)
- Connectique : EXT 36P + câble adaptateur 56P (JAMMA)
- Châssis : métallique
- Monnayeur : ¥100
- Clé opérateur : Sega 5830 et 5575
- Extensions connues : control panel trackball, control panel rotary, control panel mah-jong, marquee holder

## Dimensions

### Aero City
- Hauteur : 132 cm
- Largeur : 66 cm
- Profondeur : 95,5 cm
- Poids : 110 kg

### Aero Table
- Hauteur : 64 cm
- Largeur : 90 cm
- Profondeur : 90 cm
- Poids : 90 kg